# Kościan (gemeente)
De gemeente Kościan is een landgemeente in het Poolse woiwodschap Groot-Polen, in powiat Kościański.
De zetel van de gemeente is in Kościan.
Op 30 juni 2004 telde de gemeente 14 933 inwoners.

## Oppervlakte gegevens
In 2002 bedroeg de totale oppervlakte van gemeente Kościan 202,27 km², waarvan:
- agrarisch gebied: 81%
- bossen: 10%

De gemeente beslaat 27,99% van de totale oppervlakte van de powiat.

## Demografie
Stand op 30 juni 2004:
| Omschrijving                   | Totaal | Totaal | Vrouwen | Vrouwen | Mannen | Mannen |
| ------------------------------ | ------ | ------ | ------- | ------- | ------ | ------ |
| eenheid                        | aantal | %      | aantal  | %       | aantal | %      |
| inwoners                       | 14 933 | 100    | 7520    | 50,4    | 7413   | 49,6   |
| bevolkingsdichtheid (inw./km²) | 73,8   | 73,8   | 37,2    | 37,2    | 36,6   | 36,6   |

In 2002 bedroeg het gemiddelde inkomen per inwoner 1356,51 zł.

## Plaatsen
Bonikowo, Choryń, Czarkowo, Darnowo, Granecznik, Gryżyna, Gryżynka, Gurostwo, Ignacewo, Januszewo, Katarzynin, Kawczyn, Kiełczewo, Kobylniki, Kokorzyn, Krzan, Kurówo, Kurza Góra, Łagiewniki, Mała Wyskoć, Mikoszki, Nacław, Nielęgowo, Nowe Oborzyska, Nowy Dębiec, Nowy Lubosz, Osiek, Pelikan, Pianowo, Ponin, Racot, Sepienko, Sierakówo, Spytkówki, Stare Oborzyska, Stary Lubosz, Szczodrowo, Tamborowo, Turew, Widziszewo, Witkówki, Wławie, Wronowo, Wyskoć.

## Aangrenzende gemeenten
Czempiń, Kamieniec, Kościan, Krzywiń, Stęszew, Śmigiel